# Concursul Muzical Eurovision 1968
Eurovision 1968 a fost al treisprezecelea concurs muzical Eurovision. 
| Locul | Puncte | Cântec                                            | Artist                                                        | Țară                     |
| 1.    | 29     | La la la                                          | Massiel                                                       | Spania                   |
| 2.    | 28     | Congratulations                                   | Cliff Richard                                                 | Regatul Unit             |
| 3.    | 20     | La source                                         | Isabelle Aubret                                               | Franța                   |
| 4.    | 18     | Chance of a Lifetime                              | Pat McGeegan                                                  | Irlanda                  |
| 5.    | 15     | Det Börjar Verka Kärlek, Banne Mej                | Claes-Göran Hederström                                        | Suedia                   |
| 6.    | 11     | Ein Hoch der Liebe                                | Wencke Myhre                                                  | Germania                 |
| 7.    | 8      | Quand tu reviendras A chacun sa chanson Jedan Dan | Claude Lombard Line et Willy Luci Kapurso & Hamo Hajdarhodžić | Belgia Monaco Iugoslavia |
| 10.   | 7      | Marianne                                          | Sergio Endrigo                                                | Italia                   |
| 11.   | 5      | Verão Nous vivrons d'amour                        | Carlos Mendes Chris Baldo et Sophie Garel                     | Portugalia Luxemburg     |
| 13.   | 2      | Tausend Fenster Guardando il sole Stress          | Karel Gott Gianni Mascolo Odd Børre                           | Austria Elveția Norvegia |
| 16.   | 1      | Morgen Kun Kello Käy                              | Ronnie Tober Kristina Hautala                                 | Țările de Jos Finlanda   |